# Jaegerina robillardii
Jaegerina robillardii är en bladmossart som beskrevs av C. Müller in Geheeb 1878. Jaegerina robillardii ingår i släktet Jaegerina och familjen Pterobryaceae. Inga underarter finns listade i Catalogue of Life.